# Киссавиарсук-33
«Киссавиарсук-1933» (гренл. Kissaviarsuk 1933) или «K-33» (дат. и гренл. K-33) — спортивный клуб из Гренландии, базирующийся в Какортоке. Команды клуба принимают участие в соревнованиях по футболу, бадминтону и гандболу.

## Футбол
Клуб основан в 1933 году. Принимает участие в чемпионате по футболу Гренландии с первого розыгрыша в 1954 году. До перехода турнира под эгиду Футбольной ассоциации Гренландии в 1971 году успел завоевать 3 чемпионских титула: в 1963/64, 1966/67 и 1969. Затем ещё пять раз первенствовал в гренландских чемпионатах, семь раз становился в них вторым и пять раз занимал третье место.

## Достижения
Чемпионат Гренландии по футболу:
- Чемпион: 5 (1987, 1988, 1991, 1998, 2003)
- Серебро: 4 (1989, 1995, 1997, 2008)
- Бронза: 3 (1990, 1999, 2007)

Чемпионат Гренландии по гандболу
- Чемпион: 2 (2000, 2003)